# Psylliodes luteola
Psylliodes luteola is een keversoort uit de familie bladkevers (Chrysomelidae). De wetenschappelijke naam van de soort werd in 1776 gepubliceerd door Otto Friedrich Müller.